# 韋爾奇斯克里克 (肯塔基州)
韋爾奇斯克里克（英語：Welchs Creek）是位於美國肯塔基州巴特勒縣的一個非建制地區。

## 地理
韋爾奇斯克里克所處的海拔為高於海平面185米（即607英呎），而該地所採用的時區為UTC-6，即北美中部時區（CST）。同時該地設有夏令時間，為UTC-6調快一小時，即UTC-5（CDT）。